# Maram Kairé

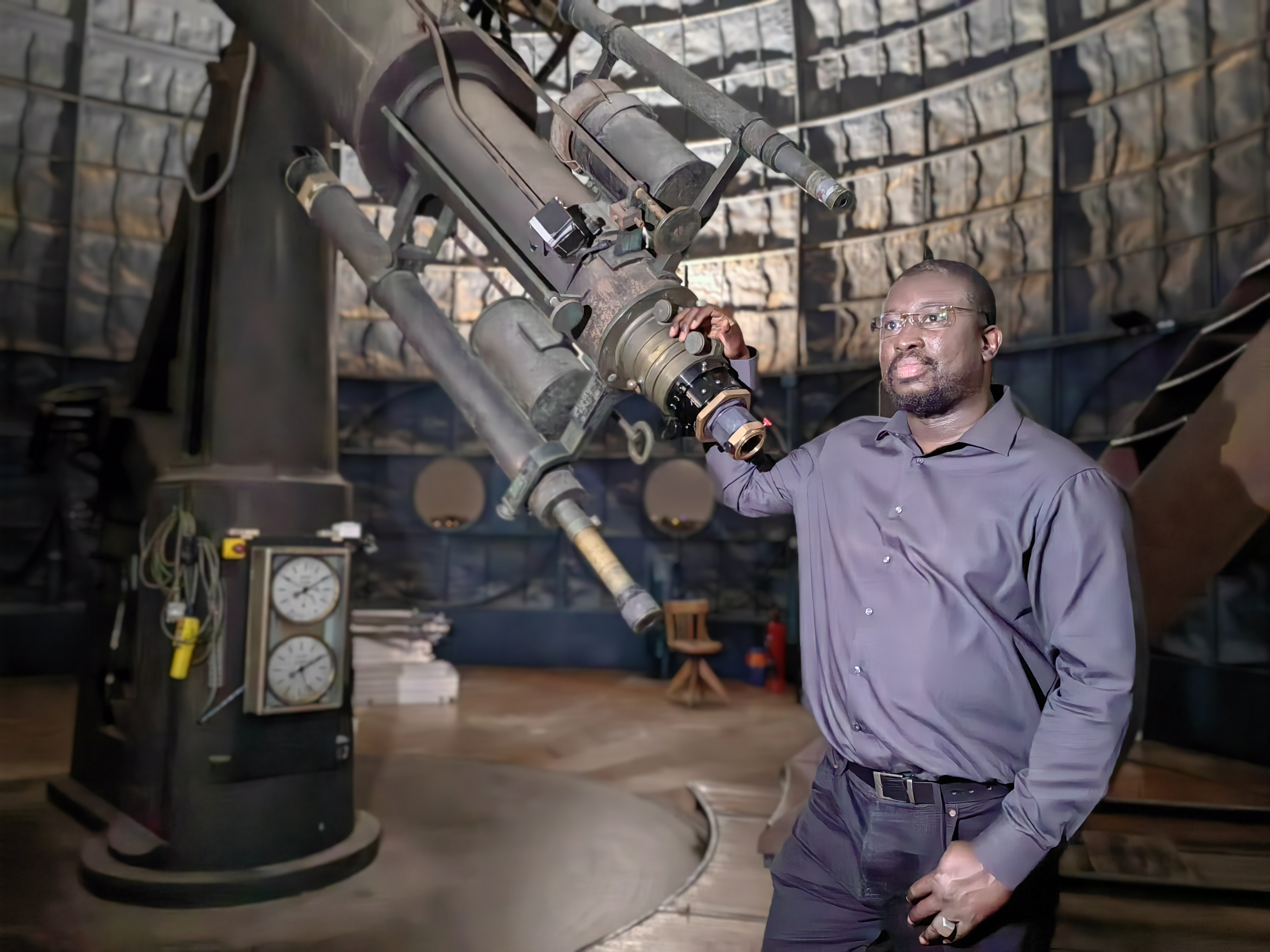
Maram Kaire am Pariser Observatorium im Juni 2023

Maram Kairé (* 1978 in Dakar) ist ein senegalesischer Astronom. Nach ihm ist der Asteroid (35462) Maramkaire benannt.
Schon in seiner Jugend begeisterte Maram Kairé sich für Astronomie und baute selbst ein Teleskop. 1997 und 1998 studierte er Informatik und Management an der Ecole Supérieure Polytechnique de Dakar. Das Informatikstudium setzte er von 1998 bis 2002 in Frankreich fort und erlangte einen Abschluss als Ingenieur mit dem Schwerpunkt „Systeme und Netzwerke“. 
Sein Traum war weiterhin, Astronom zu werden und diese Wissenschaft seinem Land zugänglich zu machen. Seit 2006 führte Maram Kairé mit der Senegalesischen Vereinigung zur Förderung der Astronomie (Association Sénégalaise pour la promotion de l’Astronomie, ASPA) zahlreiche Aktionen im Land durch. Namentlich war die muslimische Geistlichkeit in der Pilgermetropole Touba an astronomischen Beobachtungen zur Bestimmung der genauen Ortszeit interessiert, um die vorgeschriebenen Gebete genau im richtigen Moment durchführen zu können. Ferner wies er nach, dass die Senegambischen Steinkreise unter anderem auch astronomische Bezüge haben, die es erlauben, den Ablauf des Sonnenjahrs und der Jahreszeiten genau zu bestimmen. Mit solchen Aktionen gelang es Maram Kairé, in seinem Land Begeisterung für die Astronomie zu wecken.
Dank seiner Bemühungen hat die NASA seit 2018 mehrere Beobachtungsmissionen auf senegalesischem Boden durchgeführt. Namentlich gab es eine intensive Zusammenarbeit mit Marc William Buie, der bei der NASA-Mission Lucy leitender Wissenschaftler für die Beobachtung von Okkultationen der von Lucy anzusteuernden Asteroiden war. Solche Okkultationen, die wie Sonnenfinsternisse nur für kurze Zeit an einem bestimmten Ort gut beobachtet werden können, sollten es erlauben, diese dunklen Himmelsobjekte genauer zu vermessen. Es ergab sich, dass eine Okkultation von (21900) Orus nur wenige Stunden vor dem Start von Lucy rund um Fatick in Senegal zu beobachten sein würde. Maram Kairé war bereit, zusammen mit den Aktivisten der ASPA die Beobachtung zu organisieren. Die NASA schickte die notwendige Ausrüstung, um am 16. Oktober 2021 an zehn sinnvoll zu wählenden Standorten rund um Fatick mit den NASA-Teleskopen die Okkultation zu beobachten und die dabei gewonnenen Daten zu dokumentieren. Eine Arbeit, die von Staatspräsident Macky Sall sehr wertgeschätzt wurde.
Maram Kairé tauschte sich über mehr als ein Jahr immer wieder mit Präsident Sall aus, bis dieser am 29. März 2023 die Gründung der senegalesischen Weltraumagentur Agence sénégalaise d'études spatiales (ASES) verkündete und Kairé zu ihrem Generaldirektor ernannte. Daneben bleibt er weiterhin Präsident der ASPA.

## Ehrungen
Maram Kairé wurde am 24. Februar 2020 zum Ritter des Ordre national du Lion und am 21. März 2023 zum Kommandeur ernannt.